# 진 효공 (규진)
진 효공(陳 孝公, ? ~ ?)은 중국 춘추 시대 진(陳)나라의 4대 임금으로, 휘는 돌(突)이다.

## 사적
아버지 상공(相公)이 죽은 후 뒤를 이었다.
효공이 죽은 후, 아들 어융(圉戎)이 뒤를 이었다.
| 전임 아버지 상공 고양 | 제4대 진나라의 후작 기원전 938년 ~ 기원전 905년 | 후임 아들 신공 어융 |